# Isuzu Elf
“ELF”, um caminhão leve de 2 toneladas com cabine completa, foi lançado em 1959 pela primeira vez no Japão, fabricado pela empresa Isuzu. Em Portugal o Isuzu Série-N foi também apelidado como Bedford Série-N até 1993. O modelo foi lançado no mercado asiático em 1958. Nomeadamente no Japão a terceira geração do Mazda Titan ficou a cargo do Elf. 
Em alguns mercados Americanos (Chile e Peru), foi apelidado de Chevrolet W-Series e GMC W-Series. No Egipto, Chevrolet N -Series. O DL201, um motor atualizado, foi lançado posteriormente. Outras melhorias foram feitas na grade do radiador e nos espelhos laterais.

## Especificação
| Modelo do motor | DL201                                     |
| Tipo            | 4 cilindros, refrigerado a água, em linha |
| Deslocamento    | 1.991 cc                                  |
| Saída máxima    | 55 PS (40 kW)                             |
| Combustível     | Combustível Diesel                        |

| Comprimento total       | 4.690 milímetros |
| Largura total           | 1.690 milímetros |
| Altura total            | 1.990 milímetros |
| Distância entre eixos   | 2.460 milímetros |
| Peso total do veículo   | 1.540 kg         |
| Carga máxima            | 2.000 kg         |
| Capacidade de pilotagem | 3 pessoas        |

## Prêmio
"As 240 melhores tecnologias automotivas do Japão", Sociedade de Engenheiros Automotivos do Japão, Inc. (Modelo TL151 de 1960)

## Origem de um nome
ELF, que significa duende travesso, denota desempenho ágil e recursos inteligentes para as ruas.

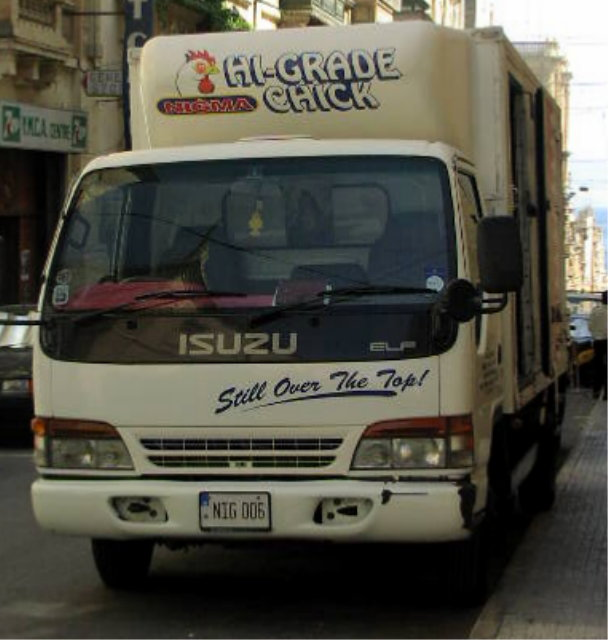
1993-2006

1. 1 2 3 4  «ELF (TLD20)». ISUZU MOTORS LIMITED (em inglês). Consultado em 4 de junho de 2025